# Hemerobius lutescens
Hemerobius lutescens is een insect uit de familie van de bruine gaasvliegen (Hemerobiidae), die tot de orde netvleugeligen (Neuroptera) behoort. 
Hemerobius lutescens is voor het eerst wetenschappelijk beschreven door Fabricius in 1793.